# Kasteel Grand Noble

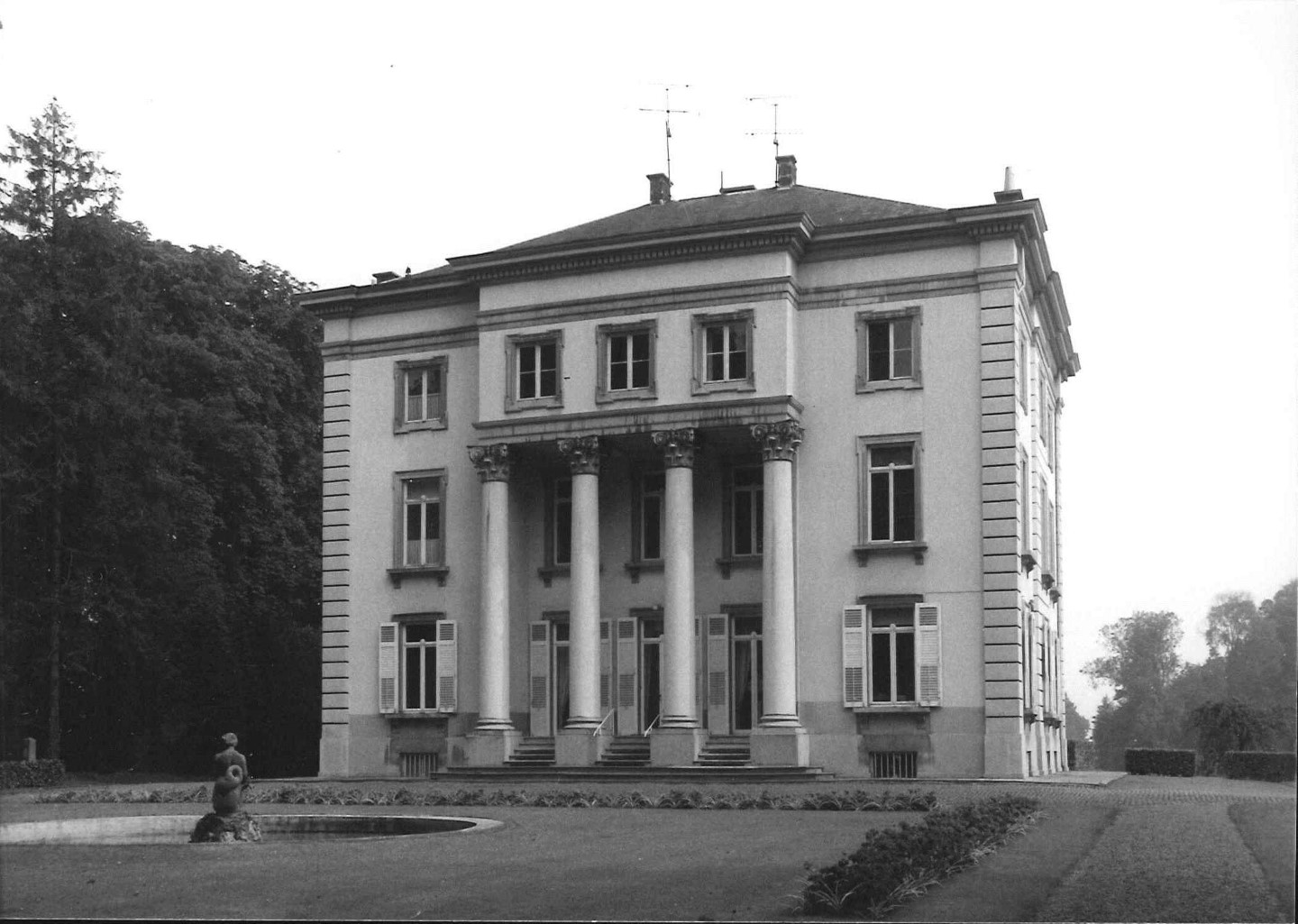
Kasteel Grand Noble

Het Kasteel Grand Noble is een kasteel in de Oost-Vlaamse plaats De Pinte, gelegen aan de Baron de Gieylaan 163-169.

## Geschiedenis
In de 2e helft van de 13e eeuw kwam dit toenmalige Goed ten Abeele in bezit van de Gentse Sint-Pietersabdij. Het werd in leen gegeven aan Geraard de Duivel. In 1670 werd het domein met de naam Grand Puivre aangeduid. In 1763 werd het huis als een huys van plaisance (buitenhuis) vermeld en kwam ook de naam Grand Noble al voor.
Vanaf 1802 was het domein in bezit van de familie de Giey. Er werd een nieuw park aangelegd, er kwamen koetshuizen en een nieuwe dreef. In de jaren '50 van de 19e eeuw werd het landhuis gesloopt en een neoclassicistisch kasteeltje kwam er voor in de plaats. Omstreeks 1860 kwam dit gereed.

## Kasteel
Via een dreef komt men bij een hek uit het midden van de 19e eeuw, waarop de wapenschilden van de familie de Giey en het motto van deze familie: Qui s'y frotte s'y pique. Ten westen van dit hek vindt men koetshuizen en ten oosten ligt de hovenierswoning.
Het kasteel ligt te midden van een vijfhoekige gracht. Het heeft een rechthoekige plattegrond en omvat drie bouwlagen. Het centrale gedeelte heeft een attiek die op hoge zuilen is geplaatst.
Het geheel ligt in een fraai park binnen de grachten en daarbuiten nog bossen en weilanden. Buiten de grachten ligt nog een vijver en zijn er twee kunstmatige heuvels, één met een kunstgrot en één met een ijskelder.